# (46277) Jeffhall
(46277) Jeffhall est un astéroïde de la ceinture principale.

## Description
(46277) Jeffhall est un astéroïde de la ceinture principale. Il fut découvert le 15 mai 2001 à la station Anderson Mesa par le programme LONEOS. Il présente une orbite caractérisée par un demi-grand axe de 3,23 UA, une excentricité de 0,13 et une inclinaison de 6,1° par rapport à l'écliptique.

## Compléments